# Стойчева къща
Стойчевата къща (на македонска литературна норма: Стојчева куќа) е музейна сграда в град Тетово, Северна Македония. От 1990 година е дом на Музея на Тетовския край. Сградата е обявена за важно културно наследство на Северна Македония.

## Местоположение
Сградата е разположена в северната част на града, на улица „Абдил Фрашери“ № 92 (Старо име улица „Радован Цонич“).

## История
Изградена е в края на XIX – началото на XX век. Къщата е роден дом на комунистическия партизанин Гьоце Стойчевски, обявен посмъртно за народен герой на комунистическа Югославия. Сградата е превърната в негова къща музей. По-късно в 1990 година в нея е настанен Музеят на Тетовския край.
На 23 февруари 1982 година сградата е обявена за паметник на културата, а на 26 декември 2007 година - за значимо културно наследство.

## Описание
Къщата се състои от сутерен, примезие, кат и мансарда. Днес сутеренът (4,8 m2) е депо за експонатите на музея – книги, снимки. Входът е на приземието от улица „Абдил Фрашери“. Приземието е с площ от 159,1 m2. На него има малка канцелария, две изложбени зали, единично бетонно стълбище за сутерена и двойно дървено за ката. От него се влиза и в бившата воденица. Катът има площ от 56 m2 и на него има канцелария, работно и изложбено помещение и балкон, на който излиза ходникът. Подпокривното помещение има площ от 56 m2 и на цялото има етнографска изложба. Сградата е от печени тухли, подът е дъсчен, а в старата воденици с плочки. Покривът е керемиден.